# 야부나미촌
야부나미촌(藪波村)은 도야마현 니시토나미군에 있던 촌이다. 현재 오야베시 중남부의 야부나미 지구에서 전역에 산재한 마을이 펼쳐져 있다. 호쿠리쿠 자동차 도로의 오야베가와 휴게소도 지구 내에 있다. 

## 역사
- 1889년 4월 1일 - 정촌제 시행에 의해  도나미군 야부나미촌이 성립하였다.
- 1896년 4월 1일 - 군 개편에 의해 도나미군이 분할해 니시토나미군이 성립에 의해 니시토나미군에 속하게 되었다.
- 1954년 7월 20일 - 미즈시마촌과 합병해 도추정이 성립하였다.

## 참고문헌
- 『市町村名変遷辞典』東京堂出版、1990年。